# يوشيهيكو نودا
يوشيهيكو نودا ((باليابانية: 野田 佳彦 نودا يوشيهيكو)) (مواليد 20 مايو 1957)، هو سياسي ياباني كان رئيس وزراء اليابان وهو زعيم الحزب الديمقراطي الياباني، وعضو في مجلس النواب الياباني.أصبح نودا رئيس وزراء اليابان خلفا لناوتو كان رسميا بتكليف الإمبراطور إياه في 2 سبتمبر 2011.

## النشأة
ولد نودا في فوناباشي، محافظة تشيبا كابن لأحد العاملين في قوات الدفاع الذاتي اليابانية. وعلى خلاف الكثير من السياسيين اليابانيين فإنه لم يكن لنودا أي علاقات عائلية مع سياسيين في الحكومة اليابانية.
تخرج نودا من جامعة واسيدا عام 1980، ثم التحق بمعهد ماتسوشيتا للحكومة والإدارة الممول من قبل شركة باناسونيك تخليدا لذكرى مؤسسها كونوسوكه ماتسوشيتا. وفي أثناء دراسته في المعهد، عمل نودا كمراقب لعدادات الغاز المنزلية في محافظة تشيبا من أجل تمويل معيشته. انتخب في مجلس محافظة تشيبا للمرة الأولى عام 1987 في سن 29 عام.

## الحياة السياسية
انتخب أودا كممثل عن المنطقة الرابعة من محافظة تشيبا في مجلس النواب الياباني للمرة الأولى عام 1993 عن حزب اليابان الجديد (تم حل هذا الحزب). التحق بعد ذلك في صفوف الحزب الديمقراطي الياباني وخدم كرئيس شؤون مجلس النواب، ورئيس مكتب العلاقات العامة للحزب. حصل نودا على منصب معاون وزير المالية عند فوز الحزب الديمقراطي الياباني في انتخابات البرلمان عام 2009.
عين نودا كوزير للمالية في حكومة ناوتو كان في يونيو 2010. وبعد استقالة كان في أغسطس 2011، رشح نودا نفسه لزعامة الحزب الديمقراطي الياباني وفاز في انتخابات الحزب على بانري كاييدا مما أهله لاستلام منصب رئيس وزراء اليابان.

## روابط خارجية
- يوشيهيكو نودا على موقع IMDb (الإنجليزية)
- يوشيهيكو نودا على موقع الموسوعة البريطانية (الإنجليزية)
- يوشيهيكو نودا على موقع مونزينجر (الألمانية)